# TTC OE Bad Homburg
Der TTC OE Bad Homburg 1987 e. V. ist ein Tischtennisverein aus Bad Homburg vor der Höhe, der 1987 als TTC Ober-Erlenbach gegründet und 2016 umbenannt wurde. Das Herrenteam spielte von 2020 bis 2022 in der Bundesliga, 2024 gelang der Wiederaufstieg.

## Herren
| Kader der ersten Mannschaft | Kader der ersten Mannschaft | Kader der ersten Mannschaft | Kader der ersten Mannschaft | Kader der ersten Mannschaft | Kader der ersten Mannschaft | Kader der ersten Mannschaft |
| --------------------------- | --------------------------- | --------------------------- | --------------------------- | --------------------------- | --------------------------- | --------------------------- |
| 2019/20                     | Șipoș                       | Kazman                      | Desai                       | Kulczycki                   | Hohmeier                    | Scheja                      |
| 2020/21                     | Șipoș                       | Kazman                      | Tsuboi                      | Grebnew                     | Hohmeier                    |                             |
| 2021/22                     | Șipoș                       | Jančařík                    | Thakkar                     | Oehme                       | Meissner                    | Tanaka                      |
| 2022/23                     | Șipoș                       | Andras                      | Tsuboi                      | Oehme                       | Meissner                    | Scheja                      |
| 2023/24                     | Oyebode                     | Andras                      | Tsuboi                      | Oehme                       |                             |                             |
| 2024/25                     | Karlsson                    | Andras                      | Tsuboi                      | Oehme                       | Akkuzu                      |                             |

2013 stieg die Mannschaft in die zweite Bundesliga auf. In der Pokalmeisterschaft 2015/16 erreichte das Team das Viertelfinale, nachdem es Bundesligist Werder Bremen geschlagen hatte. 2016 bewarb man sich angesichts eines Mangels an Aufstiegskandidaten als Siebtplatzierter um einen Platz in der ersten Liga, verzichtete aber schließlich aus finanziellen Gründen auf den Aufstieg.
2018 wurde Bad Homburg Vizemeister, 2020 schließlich mit Rareș Șipoș, Lew Kazman, Harmeet Desai und Samuel Kulczycki Meister der zweiten Liga und nahm in diesem Jahr das Aufstiegsrecht wahr. Für die erste Saison in der obersten Spielklasse wurden für Desai und Kulczycki, der sich den TTF Liebherr Ochsenhausen anschloss, Maxim Grebnew, Nils Hohmeier und der vom TTC Neu-Ulm kommende Gustavo Tsuboi verpflichtet. Insgesamt gelang dem Verein in dieser Saison nur ein Sieg, sodass er den letzten Platz belegte; da die Saison in der zweiten Liga aber wegen der COVID-19-Pandemie abgebrochen worden war, musste Homburg nicht absteigen. 2021 wurde die Mannschaft fast komplett ausgetauscht. Vom alten Kader blieb nur Șipoș, der um Yuta Tanaka, Manav Thakkar, Lubomír Jančařík, Benno Oehme und Cedric Meissner ergänzt wurde. Mit zwei Siegen aus 22 Spielen belegte Homburg am Ende der Saison wieder den letzten Platz und stieg ab.
In der Folgesaison bestanden sehr gute Chancen auf den direkten Wiederaufstieg, der Verein verzichtete aber wie schon 2016 aus finanziellen Gründen auf die Beantragung einer TTBL-Lizenz. 2024 belegte Bad Homburg den zweiten Platz und nahm diesmal das Aufstiegsrecht wahr, zur Folgesaison in der obersten Spielklasse verstärkte sich der Verein mit Kristian Karlsson und Can Akkuzu.